# Plavecké Podhradie
Plavecké Podhradie (slowakisch bis 1927 „Plavecký Podhrad“; deutsch Blasenstein oder Plasenstein, ungarisch Detrekőváralja) ist eine Gemeinde im Okres Malacky innerhalb des Bratislavský kraj in der Slowakei.

## Geographie
Der Ort liegt am Westhang der Kleinen Karpaten in der Landschaft Záhorie (deutsch Marchauen). Der Berg Vápenná (752 m n.m.) erhebt sich 3 km südlich des Ortes, während die Anhöhe Pohanská (495 m n.m.) 1 km nordöstlich liegt. Plavecké Podhradie befindet sich an der Straße zwischen Lozorno und Jablonica und ist 30 km von Malacky, bzw. 33 km von Senica entfernt. Der Ort ist auch mit der Bahn erreichbar, im Saisonverkehr mit Direktzügen ab Záhorská Ves.

## Geschichte
Der Berg Pohanská ist ein Standort für ein keltisches Oppidum und zahlreicher Funde der Lausitzer Kultur. Der Ort selbst entstand im 11. und 12. Jahrhundert, als die Kumanen (slowakisch Plavci), ein turktatarisches Volk, hier als Grenzwächter für das Königreich Ungarn dienten. Die erste Urkunde stammt aus dem Jahr 1247, wo der Ort als Detreh erwähnt wird. Der deutsche Name Blasenstein wird im Jahr 1396 erwähnt. Der Ort gehörte zum Herrschaftsgut von Burg Blasenstein (Plavecký hrad).
Bis 1918 gehörte der Ort im Komitat Pressburg zum Königreich Ungarn, danach kam er zur neu entstandenen Tschechoslowakei.

## Bevölkerung
| Jahr                | 1994 | 2004    | 2014    | 2024    |
| ------------------- | ---- | ------- | ------- | ------- |
| Anzahl der Personen | 692  | 696     | 674     | 727     |
| Unterschied         |      | +0,57 % | −3,16 % | +7,86 % |

| Jahr                | 2023 | 2024    |
| ------------------- | ---- | ------- |
| Anzahl der Personen | 719  | 727     |
| Unterschied         |      | +1,11 % |

## Sehenswürdigkeiten
- Pohanská, ein keltisches Oppidum und Burgstätte
- Burg Blasenstein (slow. Plavecký hrad), eine ehemalige königliche Grenzburg, in den Jahren 1256–73 erbaut, 1707 nach einer Belagerung aufgegeben
- Renaissance-Landschloss, von Pálffys im 17. Jh. erbaut
- röm.-kath. Kirche der Hl. Barbora aus dem Jahr 1797
- einige Höhlen in der Gegend (z. B. Plavecká jaskyňa, Pri kríži)
- Siehe auch: Liste der denkmalgeschützten Objekte in Plavecké Podhradie

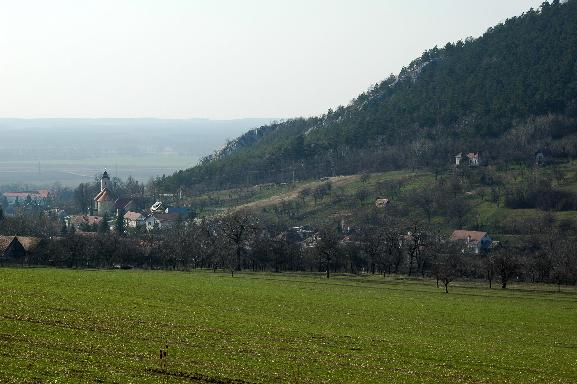
Blick auf den Ort
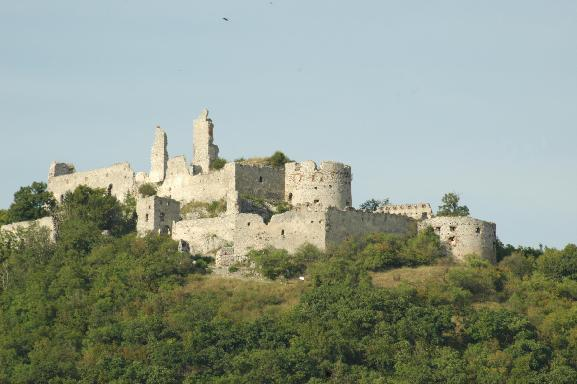
Die Burg Blasenstein
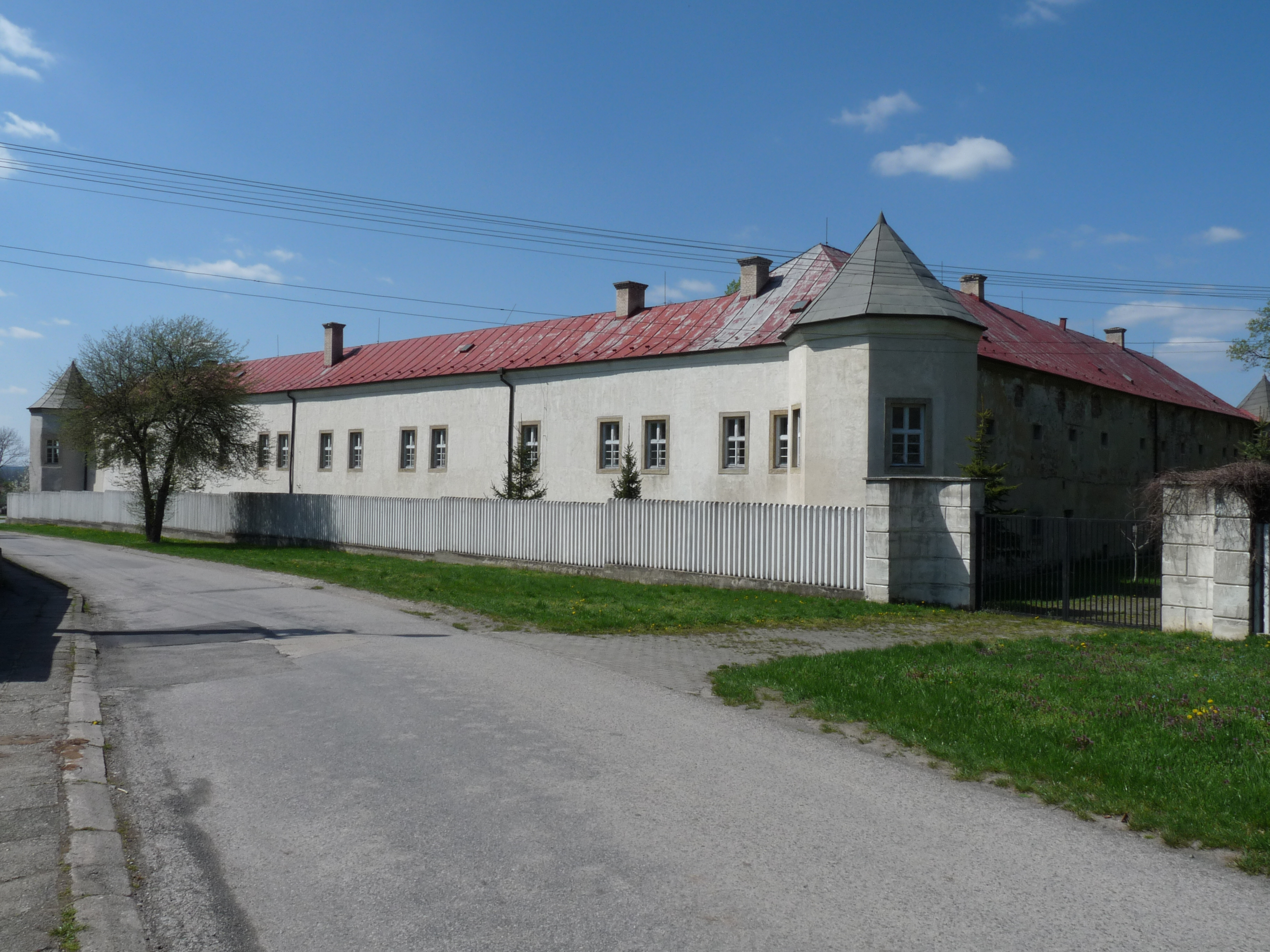
Schloss Plasenstein
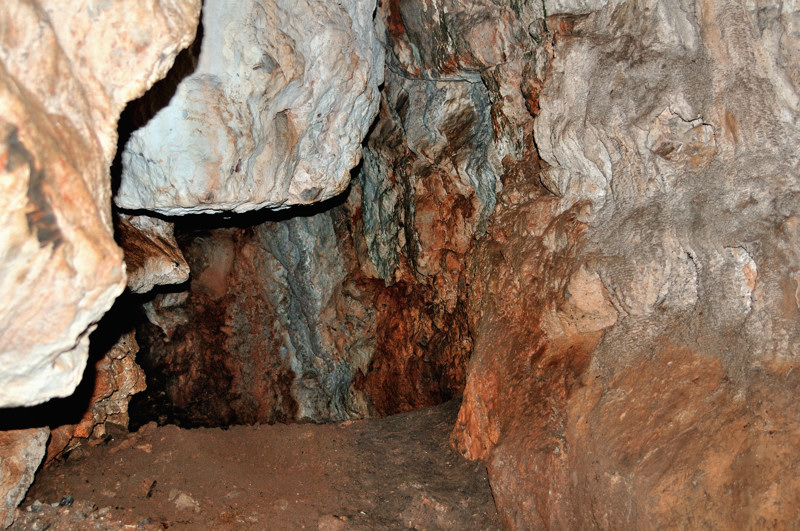
Höhle Pri kríži